# Алтей жестковолосый

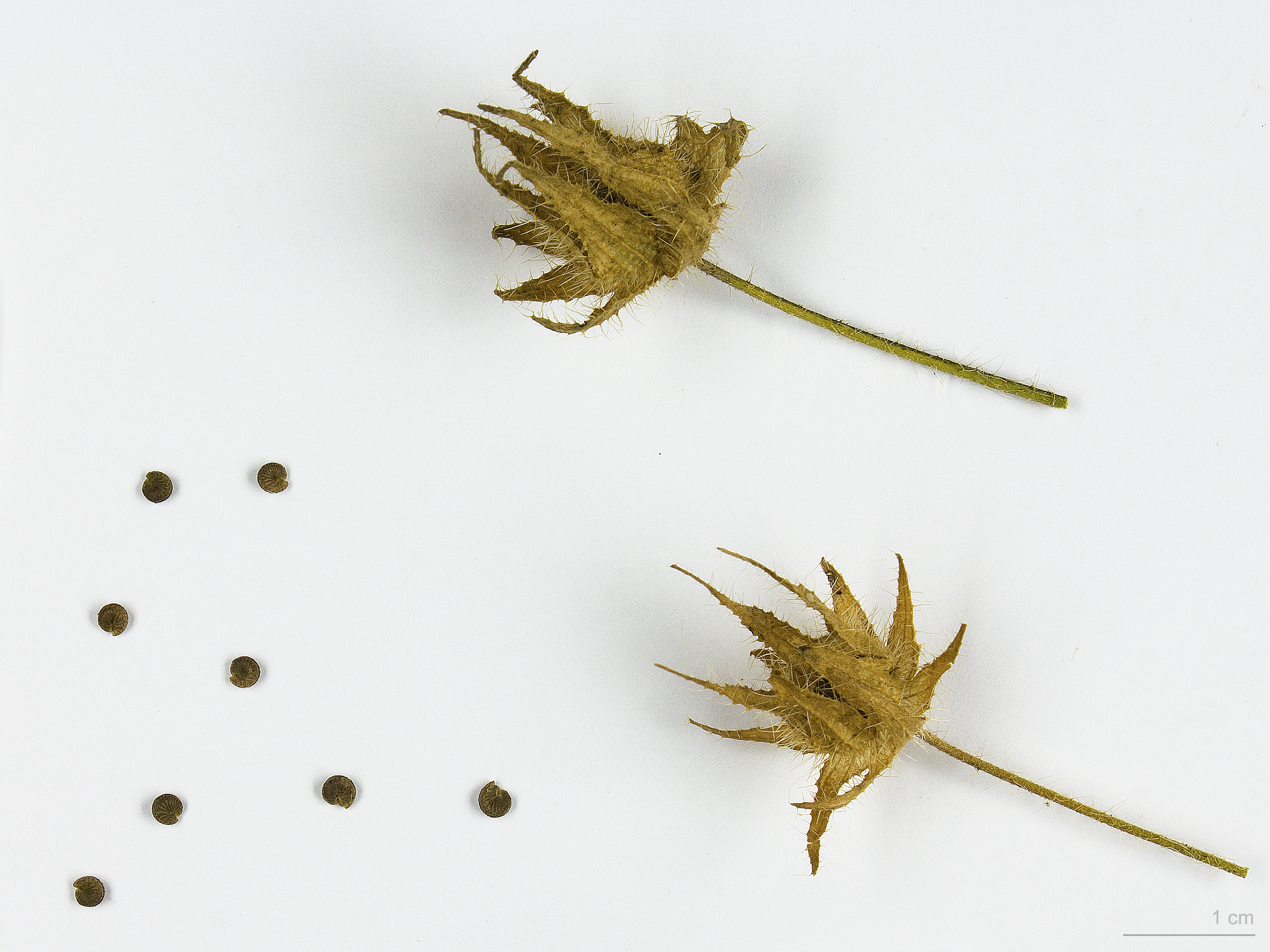
Althaea hirsuta - Тулузский музеум

Алте́й жестковоло́сый, или Алтей шершавый (лат. Althaea hirsuta) — многолетнее травянистое растение, вид рода Алтей (Althaea) семейства Мальвовые (Malvaceae).

## Распространение и экология
Ареал вида охватывает Северную Африку, центральные и южные районы Европы, Западную и Среднюю Азию.
Произрастает по каменистым, глинистым пустынно-степным склонам, светлым лесам и кустарниковым зарослям, на лугах в области крайне пустынного климата, по сорным и рудеральным местам.

## Ботаническое описание
Растение высотой 25—50 см. Стебли цилиндрические, прямые, одиночные или по нескольку, простые или от самого основания ветвистые, густо покрыты длинными, жестковатыми, щетинистыми, простыми волосками, внизу часто пурпурные.
Листья черешковые, с черешками нижних и прикорневых листьев в 2—4 раза превышающими пластинку, кверху постепенно уменьшающимися; у средних — равными, несколько короче или длиннее пластинки; у верхних очень короткими. Пластинки прикорневых и нижних стеблевых листьев к плодоношению обычно увядающие, слегка пальчато пяти—семи-лопастные, с округлыми, широкими, лопастями; средние стеблевые большей частью пальчато пяти- или трёхраздельные на овальные или яйцевидные доли; самые верхние, обычно, трёхраздельные или рассечённые на узкие, продолговатые доли. Все листья по краю неправильно-крупно-округло-зубчатые, у основания сердцевидные или выемчатые, реже срезанные. Прилистники ланцетные или линейно ланцетные, травянистые, с удлиненными, отстоящими простыми волосками.
Цветки одиночные, в пазухах листьев на длинных цветоножках в несколько раз превышающих цветки и соответствующие листья. Подчашие чаще всего восьмилистное, из удлиненно-ланцетных, постепенно заострённых листочков, сращенных на 1/4—1/3 своей высоты, с хорошо выдающейся средней жилкой. Чашечка до 1/3 сросшаяся из линейно-ланцетных, постепенно кверху заострённых долей с тремя выдающимися жилками, при плодах увеличивающиеся и охватывающие плод. Венчик розово-пурпурный (в сухом состоянии синевато-фиолетовый), внизу беловатый в полтора раза превышает чашечку. Лепестки широко-клиновидные, наверху срезанные или едва заметно выемчатые и по краю мелко выгрызенные.
Плоды из 12—18 голых, узких плодиков, по спинке с заметной продольной линией и поперечной морщинистостью. Семена тёмно-бурые, голые, гладкие.
Цветёт в апреле — июле. Плодоносит в июне — сентябре.
В семенах содержится около 16 % жирного масла жёлтого цвета.

## Таксономия
Вид Алтей жестковолосый входит в род Алтей (Althaea) трибы Malveae подсемейства Malvoideae семейства Мальвовые (Malvaceae) порядка Мальвоцветные (Malvales).
|  |                       |  |                                           |                                           |                         |  | ещё 8 подсемейств (согласно Системе APG II) | ещё 8 подсемейств (согласно Системе APG II) |                                       |  |  |  | ещё около 70 родов | ещё около 70 родов      |  |  |
|  |                       |  |                                           |                                           |                         |  | ещё 8 подсемейств (согласно Системе APG II) | ещё 8 подсемейств (согласно Системе APG II) |                                       |  |  |  | ещё около 70 родов | ещё около 70 родов      |  |  |
|  |                       |  |                                           | семейство Мальвовые                       |                         |  |                                             |                                             | триба Malveae                         |  |  |  |                    | вид Алтей жестковолосый |  |  |
|  |                       |  |                                           | семейство Мальвовые                       |                         |  |                                             |                                             | триба Malveae                         |  |  |  |                    | вид Алтей жестковолосый |  |  |
|  | порядок Мальвоцветные |  |                                           |                                           | подсемейство Malvoideae |  |                                             |                                             | род Алтей                             |  |  |  |                    |                         |  |  |
|  | порядок Мальвоцветные |  |                                           |                                           |                         |  |                                             |                                             |                                       |  |  |  |                    |                         |  |  |
|  |                       |  | ещё 10 семейств (согласно Системе APG II) | ещё 10 семейств (согласно Системе APG II) |                         |  |                                             | ещё 3 трибы (согласно Системе APG II)       | ещё 3 трибы (согласно Системе APG II) |  |  |  | ещё около 12 видов |                         |  |  |
|  |                       |  |                                           | ещё 10 семейств (согласно Системе APG II) |                         |  |                                             |                                             | ещё 3 трибы (согласно Системе APG II) |  |  |  |                    |                         |  |  |